# Tân An
Tân An è una città del Vietnam, capoluogo della provincia di Long An, nel delta del Mekong.
Si trova 47 chilometri a sudovest di Ho Chi Minh e confina a nord con il distretto di Thủ Thừa, ad est con quelli di Tân Trụ e Châu Thành e ad ovest e sudovest con la provincia di Tiền Giang.
Tân An è il centro politico, culturale ed economico della provincia. Si trova nella "Regione economica chiave sud" e funge da porta di accesso delle altre zone del delta. È collegata al resto del paese dalle strada nazionale 1 e 62 mentre il fiume Vàm Cỏ Tây scorre attraverso la città.